# Sinagoga di Napoli
La sinagoga di Napoli ha sede nel palazzo Sessa, nel quartiere Chiaia, in via Cappella Vecchia 31. È una sinagoga ortodossa.

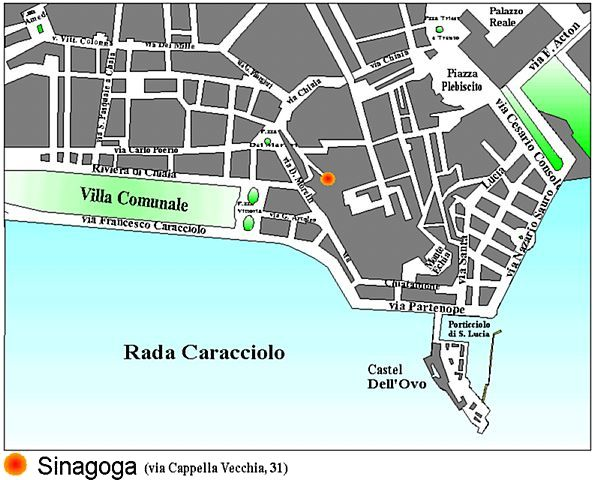
Localizzazione della sinagoga a Napoli

Fu istituita nel 1864 per l'interessamento di Adolph Carl von Rothschild e di Samuele Salomone Weil; una precedente sinagoga, fondata nel 1153 e situata nell'antico quartiere ebraico della Giudecca di San Marcellino, fu distrutta dopo la ennesima espulsione degli ebrei dal Regno di Napoli, avvenuta nel XVIII secolo, ad opera dei Borbone. Ritornarono alla fine dell'800, con l'Unità d'Italia.
L'attuale sinagoga napoletana è costituita da due ambienti a pianta rettangolare separati da un arco. In fondo in alto, si trova il matroneo, perché le donne non possono sedere con gli uomini. 
All'entrata sono poste due statue di marmo: una commemora Dario Ascarelli, il presidente della comunità che comprò gli edifici per la sinagoga nel 1910, mentre l'altra commemora la deportazione degli ebrei napoletani durante la seconda guerra mondiale.
La sala delle conferenze fu riaperta dopo lavori di restauro terminati nel 1992 con il contributo del Ministero dei beni culturali.
Nell'ottobre del 2006 alcuni sconosciuti disegnarono quattro svastiche sui muri del palazzo della sinagoga, accompagnate da alcune frasi inneggianti ad Hitler. Questa azione provocò un forte sdegno da parte della comunità ebraica e delle istituzioni che condannarono il gesto.